# میراث هافمایر
میراث هافمایر (انگلیسی: Hoffmeyer's Legacy) یک فیلم صامت کمدی به کارگردانی مک سنت است که در سال ۱۹۱۲ منتشر شد. میراث هافمایر نخستین فیلمی است که پلیس‌های کی‌استون در آن ظاهر شدند.

## بازیگران
- فورد استرلینگ
- چارلز آوری
- بابی دان
- چستر فرانکلین
- جورج جسک
- فرد میس
- ادگار کندی
- هنک من
- مک رایلی
- مک سنت
- اسلیم سامرویل